# Parilen
Parilen (engl. parylene), tržišni naziv za razne polimere poli(p-ksililena) istaložene iz plinske faze koji se rabe kao dielektrične barijere i barijere za vlagu. Najpopularniji među njima jest parilen C zbog svoje kombinacije barijernih svojstava, troška i ostalih procesnih prednosti.

## Povijest
Razvoj ovih spojeva počeo je 1947. godine kada je Michael Szwarc otkrio polimer koji nastaje kao jedna od tvari pri raspadu otapala p-ksilena na temperaturama iznad 1000 °C. Tvrtka Union Carbide razvila je 1965. komercijalni proces oblaganja parilenom.

## Primjena
Parilen se rabi za:
- hidrofobne prevlake
- barijerne slojeve (filteri, dijafragme, ventili)
- mikrovalnu elektroniku
- senzore u teškim uvjetima, odnosno okolišu (senzori za gorivo/zrak)
- elektronika za svemirske i vojne primjene
- korozijska zaštita metala
- ojačanje mikrostruktura
- zaštitu plastike ili gume od loših okolišnih uvjeta
- redukcija trenja, kateteri, akupunkturne igle, mikroelektromehanički sustavi

## Vanjske poveznice
- Parylene 101: Coating Facts Sheet  Arhivirana inačica izvorne stranice od 2. veljače 2014. (Wayback Machine)